# Diplodonta moolenbeeki
Diplodonta moolenbeeki is een tweekleppigensoort uit de familie van de Ungulinidae. De wetenschappelijke naam van de soort is voor het eerst geldig gepubliceerd in 2006 door Van Aartsen & Goud.